# Celulă (biologie)

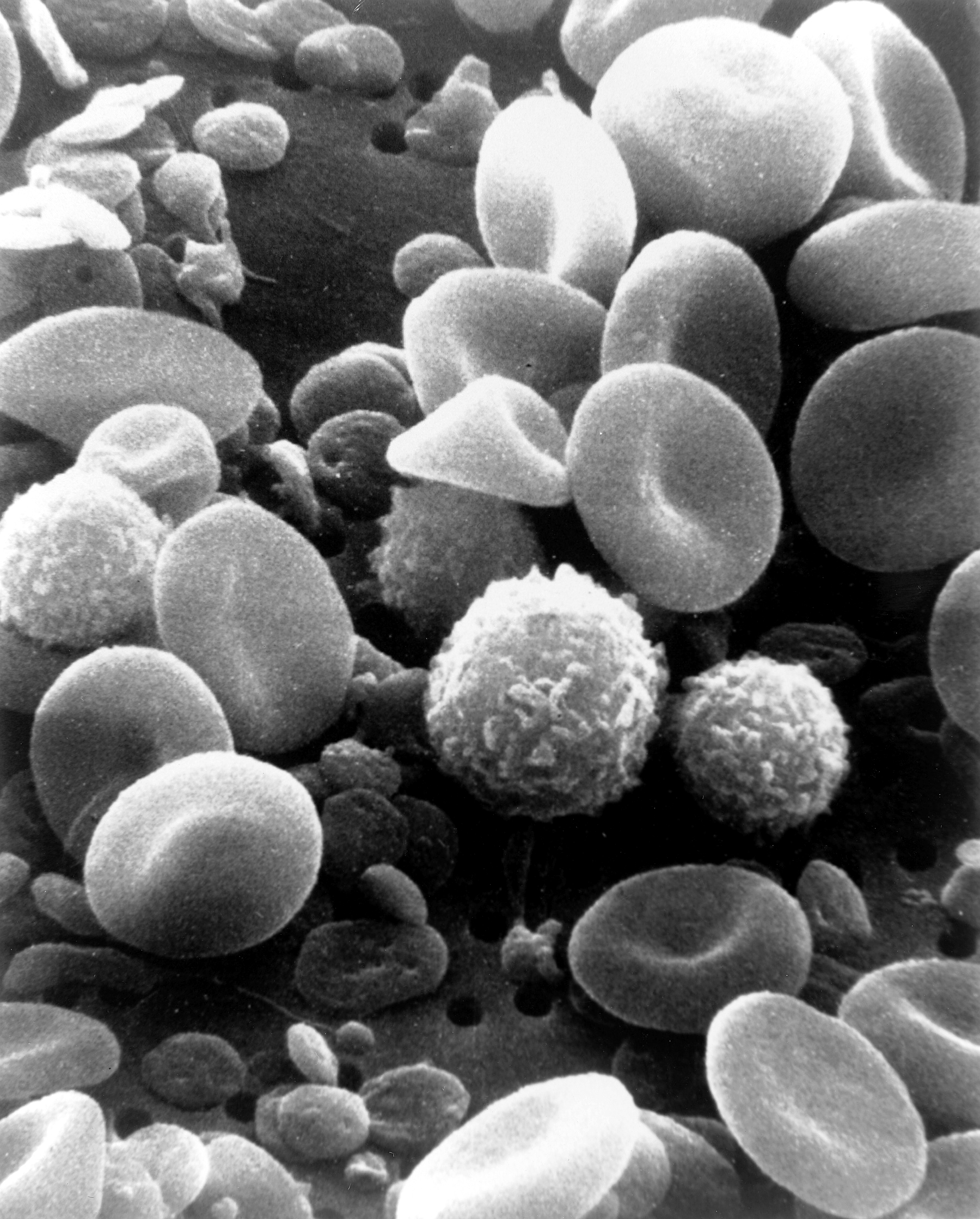
Imagine tridimensională, la microscopul electronic cu baleiaj, a unor globule albe (formă sferică cu excrescențe pe membrană) și roșii (formă de discuri concave). Obs.: globulele roșii sunt celule specializate anucleate.

Celula este unitatea de bază structurală și funcțională a tuturor organismelor vii care poate exista singură sau poate intra în complexe celulare, formând țesuturile organismelor pluricelulare. Aceasta a fost descoperită de către Robert Hooke. Este cea mai mică unitate a vieții, care poate fi clasificată ca o vietate și este adesea numită bloc de viață. Unele organisme, cum ar fi cele mai multe bacterii, sunt unicelulare (constau dintr-o singură celulă). Alte organisme, cum ar fi oamenii, sunt pluricelulare.
Un om are aproximativ 17-36 de trilioane de celule; diametrul tipic al celulei variază între 1 µm la bacterii și 25 µm la oameni. Cele mai lungi celule sunt neuronii motori și au o lungime de aproximativ 1,3 m; aceștia se găsesc în cornul anterior din măduva spinării și pot ajunge de la degetul de la picior la partea inferioară a trunchiului cerebral. Cele mai mici celule sunt celulele granulare din cerebel și au circa 5 µm.
Undeva prin secolul al 19-lea,  Jan Evangelista Purkinje a observat mici "granule", în timp ce privea prin microscop țesuturi de plante. Teoria celulară, dezvoltată pentru prima oară în 1839 de către Matthias Jakob Schleiden si Theodor Schwann, afirma că toate organismele sunt compuse din una sau mai multe celule, că toate celulele provin din celulele preexistente, că funcțiile vitale ale unui organism au loc în interiorul celulelor, și că toate celulele conțin informațiile ereditare necesare pentru reglarea funcțiilor celulare și de transmitere a informațiilor pentru următoarea generație de celule.
Cuvântul celulă provine de la cuvântul latin cellula, care înseamnă "cameră mică". Termenul descriptiv pentru cea mai mică structură de viață biologică a fost inventat de către Robert Hooke într-o carte pe care a publicat-o în 1665, când a comparat celulele de plută pe care le-a văzut prin microscopul său cu micile camere de locuit (chilii) ale călugărilor.

## Definiții
Pentru celulă au fost date numeroase definiții. Astfel chiar aceiași autori (Toma C. și Niță Mihaela în „Celula vegetală”, Editura Universității „Al. I. Cuza”, Iași, 1995) dau două definiții diferite în funcție punctul de vedere din care este abordată problema. Aceste definiții sunt:
- „Celula este o unitate morfofuncțională elementară a tuturor organismelor procariote și eucariote. Ea reprezintă un prim nivel de organizare a materiei vii, dotat cu capacitatea de autoreglare, autoconservare și autoreproducere.”
- „ Privită prin prisma teoriei sistemice, celula poate fi definită ca un sistem biologic deschis, deosebit de dinamic, aflat în relații de echilibru cu mediul înconjurător – în cazul protofitelor și protozoarelor – sau ca un subsistem când devine parte componentă a unui țesut, organ sau Organism pluricelular.”

## Anatomia

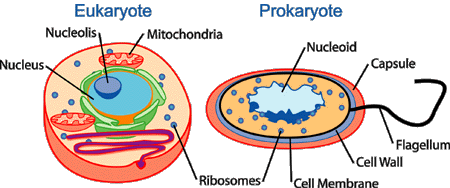
Celula eucariotă(stânga) și procariotă (dreapta)

Există două tipuri de celule: procariote și eucariote. Celulele procariote sunt, de obicei, independente, în timp ce celulele eucariote sunt adesea găsite în organisme multicelulare.

### Procariote

Structura celulei procariote

Celula procariotă este mai simplă și mai mică decât o celula eucariotă. Este lipsită de nucleu individualizat, și de cele mai multe organite ale celulei eucariote. Există două tipuri de procariote: bacteriile si archaea; amândouă au o structură similară.
Materialul nuclear al celulelor procariote constă dintr-un singur cromozom, care este în contact direct cu citoplasma. La aceste celule, regiunea nucleară nedefinită din citoplasmă se numește nucleoid.
O celulă procariotă are trei regiuni arhitecturale:
- La exterior, flagel și pilus care se proiectează de pe suprafața celulei. Acestea sunt structuri (nu sunt prezente în toate celulele procariote) din proteine care facilitează deplasarea și comunicarea între celule;
- Ceea ce înconjoară celula este învelitoarea celulară. - în general, constând dintr-un perete celular care acoperă o membrană celulară, totuși unele bacterii au în plus un strat suplimentar de acoperire numit capsida. Învelișul oferă rigiditate celulei și separă interiorul celulei de mediul în care se află, servind ca un filtru de protecție. Deși cele mai multe procariote au un perete celular, există și excepții, cum ar fi Mycoplasma (bacterie) și Thermoplasma (archaea). Peretele celular este format din peptidoglican la bacterii, și acționează ca o barieră suplimentară împotriva forțelor exterioare. Acesta previne, de asemenea, celulele de la dezvoltarea exagerată și în cele din urmă de spargerea (citoliza) din cauza presiunii osmotice împotriva unui mediu hipotonic. Unele celule eucariote (celule de plante și celule de ciuperci) au de asemenea, un perete celular;
- În interiorul celulei este regiunea citoplasmatică care conține genomul celulei (ADN), ribozomi și diferite tipuri de incluziuni. Un cromozom procariot este de obicei o moleculă circulară (o excepție este cea a bacteriei Borrelia burgdorferi, care provoacă boala Lyme). Deși nu formează un nucleu, ADN-ul este condensat într-un nucleoid. Procariotele pot transporta elemente ADN extracromozomiale numite plasmide, care sunt de obicei circulare. Plasmidele activează funcții suplimentare, cum ar fi rezistența la antibiotice.

### Eucariote

Celula eucariotă. Organite celulare: (1) nucleol (2) nucleu (3) ribozomi (4) vezicule, (5) reticul endoplasmatic rugos, (6) aparatul Golgi, (7) citoschelet, (8) reticul endoplasmatic neted, (9) mitocondrie, (10) vacuole, (11) citoplasmă, (12) lizozom, (13) centriol.

Plantele, animalele, ciupercile, mucegaiurile, protozoarele și algele sunt toate eucariote. Aceste celule sunt de aproximativ 15 ori mai mari decât o procariotă tipică și pot avea volumul de 1000 de ori mai mare. Diferența majoră dintre procariote și eucariote este că celulele eucariote conțin compartimente legate de membrană în care pot avea loc activități specifice metabolice. Cea mai importantă dintre acestea este nucleul celular, un compartiment delimitat de membrană, care adăpostește ADN-ul celulelor eucariote. Acest nucleu dă eucariotei numele ei. Alte diferențe pot fi:
- Membrana plasmatică se aseamănă cu cea a procariotelor în funcție, cu diferențe minore în configurare. Pereții celulelor pot fi sau nu prezenți.
- ADN-ul eucariotei este organizat într-unul sau mai multe molecule liniare, numite cromozomi , care sunt asociate cu proteine histone. Toate ADN-urile cromozomiale sunt stocate în nucleul celulei, separate de citoplasma printr-o membrană. Unele organite eucariote, cum ar fi mitocondriile conțin de asemenea ADN.
- Eucariotele se pot deplasa folosind flagelul. Flagelul acestor celule este mult mai complex decât al procariotelor.

Celulă tipică animală

Celulă tipică vegetală

## Componentele celulare

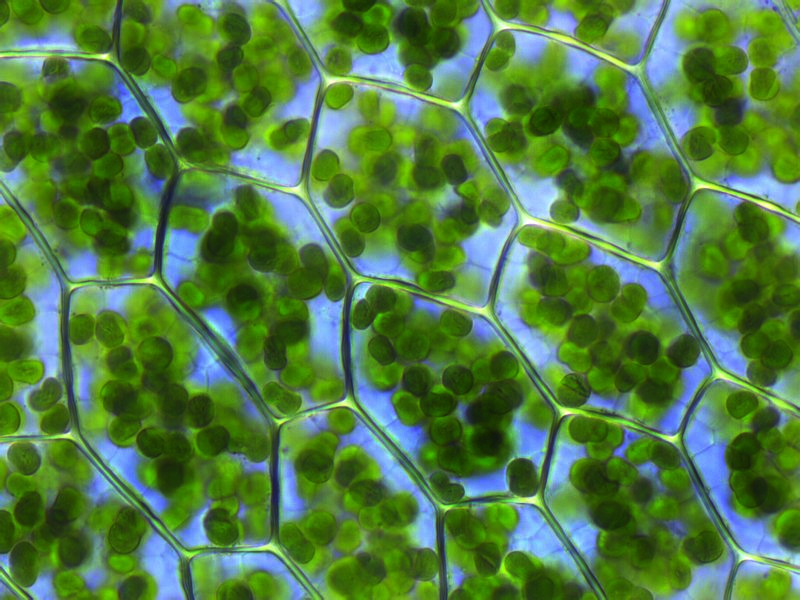
Celulele laminei Plagiomnium Afine

### Membrana
Toate celulele, indiferent dacă sunt procariote sau eucariote, au o membrană care înconjoară celula, separă interiorul acesteia de mediul său, reglementează ceea ce trece înăuntru și afară (permeabilitate selectivă) și menține potențialul electric al celulei. Toate celulele posedă ADN (materialul ereditar de gene) și ARN (care conține informațiile necesare pentru construirea diferitelor proteine cum ar fi enzimele, mașinăriile primare ale celulelor). În celule există de asemenea și alte tipuri de biomolecule. Lista de mai jos conține componentele principale ale celulei.

### Citoplasma
Citoplasma acționează în organizarea și menținerea formei celulei; ancorează organitele în loc; are rol în timpul endocitozei, absorbția de materiale externe, de către o celulă, și citochineză, separarea celulelor imature după diviziunea celulară; și mută părți din celulă în procesele de creștere și de mobilitate. Citoscheletului eucariotelor este compus din microfilamente, filamente intermediare și microtubuli. Există un număr mare de proteine asociate acestora, fiecare controlând structura unei celule prin îndrumarea, gruparea și alinierea filamentelor. Citoscheletului procariotelor este implicat în menținerea formei celulei, polaritate și citochineză.

Citoplasma celulei este înconjurată de o membrană celulară sau membrană plasmatică. Membrana plasmatică din plante și procariote este de obicei acoperită de un perete celular. Această membrană are rolul de a separa și de a proteja o celulă de mediul său înconjurător și în general este formată dintr-un strat dublu de lipide (hidrofil - asemănătoare celulelor de grăsime) și molecule cu fosfor hidrofil; stratul se numește fosfolipid bistratificat. Integrate în cadrul acestei membrane sunt o varietate de proteine moleculare care acționează ca și canale și pompe facilitând mișcarea diferitelor molecule la intrarea și ieșirea din celulă. Membrana are permeabilitate selectivă, în sensul că poate să fie substanțe (moleculă sau ioni)care pot trece nestingherite, pot trece într-o măsură limitată sau nu pot trece. Membranele de pe suprafața celulară conțin de asemenea proteine receptoare care permit celulelor să detecteze molecule de semnalizare externe, cum ar fi hormonii.
La unele celule, citoplasma prezintă diferite prelungiri acoperite de plasmalemă. Acestea pot fi temporare și neordonate, cum ar fi pseudopodelor (leucocitele), sau permanente: microvili (epiteliul mucoasei intestinale, epiteliul tubilor renali), cili (epiteliul mucoasei traheei), desmozomi - corpusculi de legătură care solidarizează celulele epiteliale.

### Materialul genetic
Există două tipuri diferite de material genetic: acidului dezoxiribonucleic (ADN) și acidul ribonucleic (ARN). Cele mai multe organisme folosesc ADN-ul pentru stocarea informaților pe termen lung, dar unii viruși (de exemplu, retroviruși) au ARN ca material genetic. Informațiile biologice cuprinse într-un organism sunt codificate în secvența ADN sau ARN. ARN-ul este, de asemenea, utilizat pentru transportul de informații (de exemplu, mRNA) și funcții enzimatice (de exemplu, ARN ribozomal) în organisme care utilizează ADN pentru codul genetic in sine. Moleculele ARN de transfer (ARNt) sunt folosite pentru a adăuga aminoacizi în timpul interpretării proteinelor.
Materialul genetic al procariotelor este organizat într-o moleculă de ADN circular simplu (cromozom bacterial), în regiunea nucleoidului din citoplasmă. Materialul genetic al eucariotelor este împărțit în diferite molecule liniare numite cromozomi în interiorul unui nucleu separat, de obicei, cu material genetic suplimentar în unele organite cum ar fi mitocondriile si cloroplastele.
O celula umana conține material genetic în nucleul celulei (genomul nuclear) și în mitocondrii (genomul mitocondrial). La om genomul nuclear este împărțit în 23 de perechi de molecule de ADN liniar numite cromozomi. Genomul mitocondrial este o molecula de ADN circular distinct de ADN-ul nuclear. Cu toate acestea ADN-ul mitocondrial este foarte mic în comparație cu cromozomi nucleari.
Materialul genetic străin (cel mai frecvent ADN) poate fi, de asemenea, introdus artificial în celulă printr-un proces numit sintezare. Acest lucru poate fi trecător, în cazul în care ADN-ul nu este introdus în genomul celulei, sau stabil, în cazul în care există. Anumiți viruși introduc de asemenea materialul lor genetic în genom.

## Compoziția chimică a celulei
Celula este formată din diferite molecule cu rol diferit. În componența acestor molecule intră atomi reprezentând 63 elemente chimice. În funcție de proporția în care iau parte la formarea celulelor, elementele chimice se pot clasifica în:
- macroelemente, (elemente prezente în proporție de 98%):
  - oxigen, (66%)
  - hidrogen, (10%)
  - carbon, (18%)
  - azot, (3,5%)
- microelemente, (elemente prezente în proporție de 2%):
  - calciu, (1,2%)
  - sulf, (0,9%)
  - potasiu, (0,15%)
  - sodiu, (0,15%)
  - clor, (0,1%)
  - magneziu, (0,1%)
- ultramicroelemente, (elemente prezente în proporție redusă - 0,01%):
  - iod
  - fier
  - mangan
  - zinc
  - cobalt, etc.

### Substanțe anorganice
Substanțele anorganice, sau minerale, sunt prezente în celulă atât sub formă de molecule, cât și sub formă de ioni. Ele impregnează unele membrane , polarizează membranele celulare, schimba proprietățile fizice ale protoplasmei

### Substanțe organice
Sunt pilonii moleculari ai vieții, care constituie elementele structurale și funcționale și asigură organismele vii cu energie.
Aceste substanțe sunt cele mai importante, ele luând parte activ la toate procesele intracelulare.
- Acizi nucleici;
- Glucide;
- Lipide;
- Proteine.

## Proprietăți fiziologice generale
Printre proprietățile care diferențiază materia vie de corpurile lipsite de viață se pot aminti:

#### Metabolismul
Din substanța intercelulară în celulă pătrund substanțe nutritive: oxigen, glucoză, lipide, apă, săruri, iar din ea se elimină substanțe sub formă de deșeuri. Substanțele care intră în celulă participă la procesele de biosinteză. Biosinteza semnifică formarea proteinelor, glucidelor, lipidelor din substanțe mai simple, ce sunt specifice celulei date. De exemplu, în celulele mușchilor se formează niște proteine speciale, care le asigură contractilitatea. O dată cu biosinteza, în celule are loc și descompunerea substanțelor organice. În urma descompunerii se formează niște substanțe de structură mai simplă. Reacțiile de descompunere decurg cu participarea oxigenului (reacții de oxidare) și sunt însoțite de degajare de energie. Această energie se consumă în procesul activității vitale a celulei sub formă de energie chimică, termică, mecanică. Procesele de biosinteză și descompunere constituie metabolismul.

#### Excitabilitatea
Această proprietate a materiei vii este reprezentată prin capacitatea oricărui corp viu de a răspunde, în mod activ, la unele modificări în mediul său de viață și, în general, la orice acțiune care îi tulbură echilibrul.
Factorii de mediu care provoacă în celula vie tulburări reversibile sunt numiți excitanți. În celulele excitate se schimbă viteza proceselor de biosinteză și de descompunere a substanțelor, consumul de oxigen și temperatura. Celulele își îndeplinesc funcțiile lor firești numai în stare de excitație. Celulele grandulare produc și secretă anumite substanțe, cele musculare se contractă, în celulele nervoase apare un semnal electric foarte slab numit impuls nervos, care se propagă pe membranele celulare.
- adaptabilitatea

## Diviziunea celulară
Diviziunea (în latină divisio, divisionis = diviziune, împărțire) se realizează pe două căi:
- - directă (amitoză)
- - indirectă (mitoză și meioză).

Diviziunea este procesul prin care o celulă ajunsa la maturitate (celula mamă) va da naștere la doua celule identice (celulele fiice) care vor avea cromozomi identici cu aceasta.

### Diviziunea directă: Amitoza
Diviziunea amitotică este caracteristică procariotelor. Ea reprezintă diviziunea care are loc fără fus de diviziune. Se poate întâlni și la unele eucariote cum ar fi: unele ciuperci (drojdiile), celule maligne, celule pe cale de regenerare, în gale (țesuturi ale plantelor).
Amitoza la procariote decurge astfel:
- cromozomul bacterian se atașează de peretele celulei divizându-se și formându-se astfel doi cromozomi identici;
- apariția celor 2 cromozomi fie va determina creșterea celulei; între cromozomi fie se va stabili un perete despărțitor ce îi va separa în final;
- separarea cromozomilor și formarea celor două celule fiice.

Amitoza poate decurge prin două moduri:
- prin clivare: apariția unui perete transversal sau longitudinal la nivelul ecuatorial al celulei mamă, avansarea acestuia prin membrana celulară și peretele celular, până la formarea celor două celule fiice;
- prin ștrangulare: apariția unei ștrangulări la nivelul zonei mediane a celulei mamă, avansarea acesteia prin membrana celulară, citoplasmă și nucleu, până la formarea celor două celule fiice.

### Diviziunea indirectă
Diviziunea indirectă se realizează în prezența fusului de diviziune. Fusul de diviziune se formează din centrozom. Fusul de diviziune este format din fibre polare (mențin distanța dintre cei doi poli ai celulei) și kinetocorale (de acestea se atașează centromerii cromozomilor). Fusul de diviziune asigură distribuția echilibrată a cromozomilor în cele două celule fiice.
Diviziunea indirectă este de două tipuri:
1. Mitoza: diviziune ecvațională/equațională;
2. Meioza: diviziune reducțională.

## Mitoza
Mitoza este diviziunea prin care din celula mamă iau naștere două celule fiice cu numărul de cromozomi egal cu cel al celulei mamă.
Mitoza presupune: 
1. Diviziunea nucleului: Cariokineza/Cariochineza;
2. Diviziunea citoplasmei: Citokineza/Citochineza.

### Cariokineza (diviziunea nucleului)
Are 4 faze:
Profaza
- celula este în stare diploidă;
- are loc diviziunea centrozomului, astfel încât spre fiecare pol al celulei să se deplaseze câte unui;
- se dezorganizează membrana nucleară și nucleolul;
- cromatina se fragmentează, se condensează și se spiralizează;
- cromozomii încep să se individualizeze, putând fi astfel observați la microscopul optic;
- se formează fusul de diviziune alcătuit din fibre polare și kinetocorale (fibre de natură proteică).

Metafaza
- celula este în stare diploidă;
- cromozomii sunt individualizați la maxim, observându-se foarte bine la microscopul optic;
- cromozomii bicromatidici se află în planul ecuatorial al celulei, în placa metafazică;
- la sfârșitul acestei faze are loc clivarea cromozomilor bicromatidici.

Anafaza
- celula este în stare tetraploidă (are 4 seturi de cromozomi monocromatidici);
- spre fiecare pol al celulei se îndreaptă câte două seturi de cromozomi;
- deplasarea cromozomilor spre polii celulei se face pasiv prin scurtarea (contractarea) fibrelor kinetocorale.

Telofaza
- cromozomii monocromatidici încep sa își piardă din individualitate, nemaiputând fi observați la microscop;
- cromatina se decondensează și se despiralizează;
- fusul de diviziune se dezorganizează;
- are loc reorganizarea membranei nucleare și a nucleolului;
- se formează, în final, doi nuclei fii/două nuclee fiice, fiecare având același număr de cromozomi ca și celula mamă.

### Citokineza (diviziunea citoplasmei)
- Are loc în cadrul telofazei.
- Se finalizează cu cele două celule, fiecare având același număr ce celule cu celula mamă.
- În celulele animale, citokineza se realizează printr-un șanț de clivare.
- La celulele plantelor, citokineza se realizează printr-o placă celulară ce se formează prin unirea peretelui celular cu membrana celulară.
- Placa celulară se dispune la nivelul ecuatorului celulei mamă între cele două nuclee fiice, în final separându-le.

### Importanța mitozei
- Asigură formarea embrionului din celula ou.
- Asigură creșterea organismelor până la maturizare.
- Asigură refacerea țesuturilor lezate sau a părților pierdute.

## Meioza
- Este procesul prin care, dintr-o celulă mamă iau naștere 4 celule fiice, fiecare având numărul de cromozomi redus la jumătate față de celula mamă.
- Are două etape:

Etapa reducțională (meioza I)
- în această etapă, celula se divide formând două celule fiice cu numărul de cromozomi redus la jumătate; această etapă este heterotipică.

Etapa ecvațională (meioza II)
- se realizează ca o mitoză în celulele haploide (n).

Între meioza I și meioza II are loc o interfază scurtă fără sinteză de ADN, deoarece cromozomii sunt deja bicromatidici.

### Meioza I
Profaza I
- celula este în stare diploidă;
- are loc diviziunea centrozomului, astfel încât spre fiecare pol al celulei să se deplaseze câte unul;
- se dezorganizează membrana nucleară și nucleolul;
- cromatina se fragmentează, se condensează și se spiralizează;
- cromozomii încep să se individualizeze, putând fi astfel observați la microscopul optic;
- se formează fusul de diviziune alcătuit din fibre polare și kinetocorale (fibre de natură proteică);
- cromozomii omologi se grupează în perechi numite bivalenți sau tetrade cromozomiale;
- cromozomii omologi ai bivalentului fac schimb reciproc de gene (proces numit crossing-over);
- în urma crossing-overului rezultă cromozomi recombinați.

Metafaza I
- celula este în stare diploidă;
- cromozomii bivalentului sunt individualizați la maxim, observându-se foarte bine la microscopul optic;
- bivalenții se află în planul ecuatorial al celulei, în placa metafazică;
- la sfârșitul acestei faze are loc separarea cromozomilor bicromatidici ai bivalentului.

Anafaza I
- celula este în stare diploidă (2n);
- spre fiecare pol al celulei migrează câte un set de cromozomi bicromatidici;
- deplasarea cromozomilor spre polii celulei se face pasiv prin scurtarea (contractarea) fibrelor kinetocorale;

Telofaza I
- celula este în stare haploidă (n);
- cromozomii bicromatidici încep sa își piardă din individualitate, nemaiputând fi observați la microscop;
- cromatina se decondensează și se despiralizează;
- fusul de diviziune se dezorganizează;
- are lor reorganizarea membranei nucleare și a nucleolului;
- se formează, în final, două celule fiice, fiecare având numărul de cromozomi redus la jumătate față de celula mamă.

După finalizarea meiozei I are loc meioza II. Astfel, fiecare dintre celulele fiice rezultate în meioza I intră în meioza II. 
Meioza II decurge ca o mitoză în celule haploide și presupune cariokineză și citokineză.
Meioza II are 4 faze:
- Profaza II;
- Metafaza II;
- Anafaza II;
- Telofaza II.

La sfârșitul telofazei are loc și citokineza, iar în final, din cele două celule fiice haploide (exemplu: n=2 cromozomi bicromatidici) intrate în diviziune, rezultă 4 celule fiice haploide (exemplu: n=2 cromozomi monocromatidici).

### Importanța meiozei
Duce la formarea celulelor reproducătoare sexuate (gameți) și asexuate (spori).

## Istoria descoperirii celulei
Celula a fost descoperită de Robert Hook în 1665 care făcea studii pe tulpini de plută folosind microscopul. Acesta a observat că materialul dat a fost împărțit în mai multe compartimente, egale ce semănau cu niște cămăruțe. Acestea au primit numele de celule (lat. cella=camera) Antonie van Leeuwenhoek a observat primul organismele unicelulare într-o picătură de apă, folosind microscopul.Teoria celulară a fost enunțată pentru prima dată de Matthias Jakob Schleiden și Theodor Schwann în 1839. În 1858, Rudolf Virchow emite teoria sa, Omnis cellula ex cellula, potrivit căreia celulele apar în urma diviziunii celulare.